# Вне игры (хоккей с шайбой)
Положение «вне игры» (офсайд). В хоккее с шайбой игрок атакующей команды находится в положении «вне игры», если оба его конька уже полностью находятся за синей линией в его зоне нападения в момент полного пересечения шайбой синей линии.

## Отсутствие положения «вне игры»
Игроки атакующей команды не будут в положении «вне игры», если они проследуют в свою зону нападения только после того, как туда переместилась шайба.

## Отсутствие нарушения
Положение «вне игры» не является нарушением, если игрок обороняющейся команды вводит или передает шайбу в свою зону защиты, в то время когда там находится игрок атакующей команды.

## Нарушение
Если атакующий игрок входит в зону нападения раньше шайбы,
- а защищающийся игрок не имеет возможности овладеть шайбой, или
- игрок атакующей команды бросает шайбу по воротам, вынуждая вратаря вступить в игру, или
- атакующие игроки не покинули зону нападения немедленно при отложенном положении «вне игры», если шайба все еще находилась в зоне нападения,

то игра должна быть остановлена и вбрасывание должно быть произведено:
1. в ближайшей точке вбрасывания в средней зоне, если шайба была введена в зону нападения игроком атакующей команды;
2. на месте, с которого игрок атакующей команды произвел передачу или с которого совершил бросок шайбы через синюю линию;
3. в точке конечного вбрасывания в зоне защиты нарушившей правило команды, если, по мнению линейного или главного судьи, игрок умышленно создал положение «вне игры»;
4. в точке конечного вбрасывания в зоне защиты атакующей команды, если шайба была передана или брошена атакующим игроком из его зоны защиты.

- Положение «вне игры» создается умышленно в целях безопасной для своих ворот остановки игры, не считаясь с причинами.

## Отложенное положение «вне игры»
Если атакующий игрок входит в зону нападения раньше шайбы, а защищающийся игрок имеет возможность овладеть шайбой, то линейный судья поднятием своей руки должен зафиксировать отложенное положение «вне игры». Если игрок атакующей команды бросает шайбу по воротам, вынуждая вратаря вступить в игру, то в этом случае отложенное положение «вне игры» фиксируется, а линейный судья должен немедленно остановить игру.
Линейный судья должен опустить свою руку, отменяя отложенное положение «вне игры» и разрешая игре продолжаться, если:
1. защищающаяся команда переводит или выводит шайбу в нейтральную зону, либо
2. все атакующие игроки немедленно покидают зону нападения, совершая контакт коньком с синей линией.

При этом:
- Зона нападения должна быть полностью освобождена от игроков атакующей команды, прежде чем отложенное положение «вне игры» может быть отменено, пока шайба все еще находится в зоне нападения.
- Термин «немедленно» означает, что атакующий игрок не должен касаться шайбы, или пытаться овладеть потерянной шайбой, или заставлять игрока защищающейся команды, ведущего шайбу, уходить обратно в глубь его зоны.
- Во втором случае, когда линейный судья опускает свою руку, любой атакующий игрок может возвратиться обратно в свою зону нападения.